# Almakī
Almakī (persiska: المكی, اَلَمگی, اَلمَك, اَلَمَكی) är en ort i Iran.   Den ligger i provinsen Zanjan, i den nordvästra delen av landet, 250 km väster om huvudstaden Teheran. Almakī ligger 1 765 meter över havet och antalet invånare är 420.
Terrängen runt Almakī är huvudsakligen platt, men åt sydväst är den kuperad.Runt Almakī är det ganska tätbefolkat, med 80 invånare per kvadratkilometer. Närmaste större samhälle är Solţānīyeh, 6,3 km sydost om Almakī. Trakten runt Almakī består i huvudsak av gräsmarker.